# Rainer Mehren
Rainer Mehren (geb. Uphues; * 1975) ist ein deutscher Geographiedidaktiker und Professor an der Universität Münster. Als Vorsitzender des Deutschen Hochschulverbandes für Geographiedidaktik (HGD) und Vertreter der Geographiedidaktik in der Gesellschaft für Fachdidaktiken (GFD) trägt er zur öffentlichen Wahrnehmung des Faches und dessen aktuellen Entwicklungen sowohl auf universitärer als auch auf schulischer Ebene bei. Seine Fachgebiete sind die Modellierung von Kompetenzmodellen zum Einsatz in der Unterrichtsplanung (vgl. Kompetenz (Pädagogik)) zur Förderung u. a. des systemischen Denkens (vgl. Systemdenken), die Förderung von Fachlichkeit in der Professionalisierung von Geographielehrkräften und die Arbeit mit Raumkonzepten (vgl. Basiskonzepte im Fachunterricht: Basiskonzept) und der Umgang mit doppelter Komplexität (faktisch und ethisch) im Geographieunterricht (vgl. Doppelte Kontingenz).

## Werdegang
Rainer Mehren studierte Geographie, Biologie, Sozialwissenschaften und Interkulturelle Pädagogik für das Lehramt in den Sekundarstufen I und II an den Universitäten Greifswald und Münster (1994–2000). Für seine Dissertationsschrift Die Globalisierung aus der Perspektive Jugendlicher. Theoretische Grundlagen und empirische Untersuchungen (2007) erhielt er den Dissertationspreis des Hochschulverbandes für Geographiedidaktik. Er war Professor für Didaktik der Geographie an der Friedrich-Alexander-Universität Erlangen-Nürnberg (2008–2014) und an der Justus-Liebig-Universität Gießen (2014–2021), ehe er 2021 die Professur für Geographiedidaktik an der Universität Münster antrat.

## Arbeitsfelder (Auswahl)

### Umgang mit faktischer Komplexität im Geographieunterricht
In seiner Dissertationsschrift von 2007 setzte sich Mehren erstmals mit Fragen faktischer Komplexität auseinander, indem er in einer quantitativen Studie die Frage verfolgte, wie Jugendliche Prozesse der Globalisierung wahrnehmen und verstehen; zusammen mit dem Geographiedidaktiker Stefan Applis (Friedrich-Alexander-Universität Erlangen) und der Erziehungswissenschaftlerin Juliane Engel (Goethe-Universität Frankfurt) führte er diese Forschung fort im DFG-Projekt Glokalisierte Lebenswelten: Rekonstruktion von Modi ethischen Urteilens im Geographieunterricht mit der dokumentarischen Methode (2015–2018). Zum Feld der faktischen Komplexität gehört in der Geographiedidaktik weiterhin die Forschung zum systemischen Denken: Hier leistete Mehren in Zusammenarbeit mit dem Geographiedidaktiker Armin Rempfler (PH Luzern) und dem Psychologen Johannes Hartig (Leibniz-Institut für Bildungsforschung) entscheidende Beiträge durch die Erstellung eines Kompetenzmodells zur Entwicklung des systemischen Denkens im DFG-Projekt Die empirische Überprüfung eines bildungstheoretisch hergeleiteten Kompetenzmodells zur geographischen Systemkompetenz (2018–2021). Im vom Bundesministerium für Bildung und Forschung (BMBF) geförderten und mit dem Georaphiedidaktiker Janis Fögele (Universität Hildesheim) und der Bildungsforscherin Nina Roczen (Leibniz-Institut für Bildungsforschung) durchgeführten Projekt Messung von Systemkompetenz als Indikator im Bereich der Bildung für nachhaltige Entwicklung (2018–2021) wurde diese Arbeit auf den Bereich der Bildung für nachhaltige Entwicklung (BNE) übertragen.

### Umgang mit ethischer Komplexität im Geographieunterricht
Angesichts vieler globalen Herausforderungen wie dem Klimawandel oder der internationalen Fluchtmigration ergibt sich eine hohe faktische Komplexität aufgrund einer Vielzahl an Variablen, deren Vernetzung, Dynamik, Intransparenz und räumliche Umfassendheit (von lokal bis global) schwer zu fassen sind; hinzu kommt eine hohe ethische Komplexität durch konkurrierende Wertmaßstäbe und unterschiedliche Auffassungen darüber, welche Handlungsalternative angesichts einer komplexen faktischen Sachlage ethisch richtig ist. Hier setzt sich Mehren u. a. innerhalb von durch die Deutsche Bundesstiftung Umwelt (DBU) geförderten Projekten in Zusammenarbeit mit dem Geographiedidaktiker Stefan Applis (Friedrich-Alexander-Universität Erlangen) für die Einführung von Unterrichtskonzepten an Schulen ein, die Schülerinnen und Schüler befähigen sollen, komplexe Entscheidungen innerhalb globaler Herausforderungsfelder zu treffen, die sich mit ihren Lebensfeldern überlagern.

### Lehrerprofessionalisierung
In der Forschung zur Lehrerprofessionalisierung untersucht Mehren die Frage, wie fachwissenschaftliche Erkenntnisse in die unterrichtliche Praxis überführt werden können. Hierbei stehen Lehrpläne und subjektive Theorien von Lehrkräften zu unterrichtlichem Handeln oft fachwissenschaftlichen Erkenntnissen z. B. zum geographischen Raum (vgl. Raumkonzepte) und fachdidaktischen Erkenntnissen zur Wirksamkeit von Unterrichtsmethoden entgegen. Deshalb gilt es bereits im Studium die Entwicklung von Professionalität von Lehrkräften zu fördern, indem die Ausbildung eines wissenschaftlich-reflexiven Habitus angeregt wird. Mehren arbeitet hier in vom Bundesministerium für Bildung und Forschung (BMBF) geförderten Projekten u. a. zum Experimentieren im Geographieunterricht und zum Einsatz digitaler Geomedien in der geographischen Lehrerbildung.

## Funktionen (Auswahl)
- Vorsitzender des Deutschen Hochschulverbandes für Geographiedidaktik (HGD)
- Vertreter der Geographiedidaktik in der Gesellschaft für Fachdidaktiken (GFD)
- Koordinator der roadmap 2030 – Initiative des Deutschen Hochschulverbandes für Geographiedidaktik[10]
- Gutachtertätigkeiten (Auswahl): Deutsche Forschungsgemeinschaft (DFG), Bundesministerium für Bildung und Forschung (BMBF), Bundesministerium Bildung, Wissenschaft und Forschung (BMBWF, Österreich), Deutsche Bundesstiftung Umwelt (DBU), Studienstiftung des deutschen Volkes, Dissertationspreis des Hochschulverbandes für Geographiedidaktik (HGD)[11]

## Schriften (Auswahl)
- Rainer Uphues. Die Globalisierung aus der Perspektive Jugendlicher. Theoretische Grundlagen und empirische Untersuchungen. Geographiedidaktische Forschungen. Band 41. Weingarten 2007: Schnellverlag Nürnberg Süd.
- Beneker, T., Tani, S., Rainer Uphues, Rafael van der Vaart. Young people´s world-mindedness and the global dimension in their geography education: a comparative study of upper secondary school students´ ideas in Finland, Germany and the Netherlands. International Research in Geographical and Environmental Education, Vol. 22, Nr. 4, 2013, S. 322–336. DOI:10.1080/10382046.2013.826544
- Rainer Mehren, Armin Rempfler, Janine Buchholz, ohannes Hartig & Marie Ulrich-Riedhammer. System competence modelling: Theoretical foundation and empirical validation of a model involving natural, social, and human-environment systems. Journal of Research in Science Teaching, Vol. 55, Nr. 5, 2018, S. 685–711. doi:10.1002/tea.21436
- Stefan Applis, Benjamin Benthaus, Anka Bruns-Junker, A., Frank-Michael Henn, Dirk Loerwald, Juliane Engel, Janis Fögele, Jan Hofmann, Susann Gessner, Rainer Mehren, Maria Meixner & Stefan Müller. Das Welthandelsspiel aus einer Perspektive geographischer, ethischer, philosophischer, ökonomischer, erziehungswissenschaftlicher, politischer und sozial-/gesellschaftswissenschaftlicher Bildung – Eine interdisziplinär-explorative Auseinandersetzung. Zeitschrift für Geographiedidaktik / Journal of Geography Education. Vol. H. 4, 2019, S. 98–125. doi:10.18452/21302
- Janis Fögele, Laura Luber & Rainer Mehren. Types of student teachers between theory and practice in the subject of geography: reconstructing orientations using the example of a seminar on experiments. Journal of Geography in Higher Education. Vol. 44, H. 2, 2019, S. 310–333. DOI: 10.1080/03098265.2019.1698524
- Juliane Engel, Stefan Applis, Rainer Mehren. Zu glokalisierenden Praktiken ethischen Urteilens in Schule und Unterricht. Zeitschrift für international Bildungsforschung und Entwicklungspädagogik. Vol. 43, H. 4, 2020, S. 13–24. DOI: 10.25656/01:21261
- Nina Roczen, Frank Fischer, Janis Fögele, Johannes Hartig, Rainer & Mehren, R. (2021). Measuring System Competence in Education for Sustainable Development. Sustainability, Vol. 13, H., 2021, S. 4932. DOI: 10.3390/su13094932